# Prime (liturgie)
Pour les articles homonymes, voir prime.
Prime est la première heure du jour après le levant, c'est-à-dire vers 8 h du matin.
C'est aussi, par extension, le nom de l'office chrétien récité à la première heure du jour par les chrétiens pratiquants, moines ou laïcs. Il est donc habituellement chanté ou dit vers 6 heures.
Correspondant à la première heure du jour, il fait partie des « petites heures ». La  "Constitution sur la Sainte Liturgie" (Sacrosanctum Concilium) du concile Vatican II décréta que « le cours traditionnel des Heures sera restauré de telle façon que les Heures retrouveront leur vrai temps dans la mesure du possible » et, en considérant « les laudes comme prières du matin » décida que la prière à « l'Heure de Prime sera supprimée» (art. 89).
L'office de Prime est cependant conservé par l'ordre bénédictin notamment l'abbaye Sainte-Madeleine du Barroux et les monastères de la congrégation de Solesmes, dont l'abbaye Notre-Dame de Triors et l'abbaye Sainte-Cécile de Solesmes ainsi que l'ordre cartusien (moines et moniales de l'ordre des chartreux), étant donné qu'il conserve les offices en grégorien.
Dans la trêve de Dieu instaurée par l'évêque de Vic Oliva de Besalù en 1027, celle-ci démarre à l'heure de none le samedi pour se terminer à l'heure de prime le lundi.